# Дель Негро, Винни
Винсент Джозеф «Винни» Дель Негро (англ. Vincent Joseph "Vinny" Del Negro; родился 9 августа 1966 года в Спрингфилде, Массачусетс, США) — американский профессиональный баскетболист, игрок НБА. По окончании игровой карьеры работал главным тренером клубов НБА «Чикаго Буллз» и «Лос-Анджелес Клипперс».

## Ранние годы
Дель Негро родился 9 августа 1966 года в Спрингфилде, штат Массачусетс, США. Его отец, Винс, в юном возрасте имел успехи в баскетболе, именно он научил сына этому виду спорта. Винни играл за Кафедральную Среднюю Школу. Своей игрой он привлёк внимание тренера Академии Саффилд, который убедил его перейти в его команду. Винни привёл её к двум чемпионствам Новой Англии. За время выступлений за Академию он набрал 1116 очков, что является рекордом команды.
Дель Негро играл за Университет штата Северную Каролину. В последний год обучения он был выбран в символическую команду своей конференции, в среднем набирая 15,9 очка, 3,6 передач и 4,9 подбора за игру.

### Карьера игрока
Дель Негро был выбран под 29-м номером на драфте НБА 1988 года командой «Сакраменто Кингз». Он отыграл два сезона в НБА перед отъездом в итальянский «Бенеттон» ещё на два года (он выиграл Чемпионат Италии в 1992 году с более чем 25 очков в среднем за игру).
После своего возвращения в НБА, Дель Негро играл за «Сан-Антонио Спёрс» в течение следующих шести лет. В начале 1999 года он сыграл 4 матча в чемпионате Италии за «Фортитудо», до подписания контракта с «Милуоки Бакс», где играл в сезонах 1998—1999 и 1999—2000. В июне 2000 года в ходе трёхсторонней сделки, с участием «Кливленд Кавальерс», Винни был обменян в «Голден Стэйт Уорриорз». В январе 2001 года он был обменян в «Финикс Санз», затем в «Лос-Анджелес Клипперс», но так и не отыграв ни единого матча за них, завершил карьеру.
Статистика Дель Негро за карьеру в НБА включает в себя в среднем 9,1 очка, 2,3 подбора и 3,2 передачи за игру, имея 47,5 % попадания с игры и 84 % с линии штрафных.

## Тренерская карьера
Дель Негро работал в качестве комментатора на радио «Финикс Санз», прежде чем был в 2006 году вошёл в тренерский штаб «Санз». В 2007 году был выдвинут на должность помощника генерального менеджера «Финикса».
9 июня 2009 года в нескольких СМИ появилась информация, что Дель Негро согласился возглавить «Чикаго Буллз». Он стал фаворитом на должность главного тренера, после того как Дуг Коллинз снял свою кандидатуру с рассмотрения.
Два дня спустя, Дель Негро был официально представлен как новый главный тренер «Буллз», став 17-м тренером в истории «Чикаго».
Дель Негро закончил свой первый сезон в качестве главного тренера «Чикаго Буллз» с показателем побед и поражений 41–41, заняв 7-е место в Восточной конференции, тем самым обеспечив себе попадание в плей-офф. В соперники «Буллз» достался «Бостон Селтикс», чьё сопротивление в семиматчевой серии не удалось сломить.
Свой второй сезон Дель Негро снова закончил с показателем 41–41 и выйдя в плей-офф с восьмого места в конференции. «Буллз» проиграли «Кливленд Кавальерс» в пятиматчевой серии.
4 мая 2010 года «Чикаго Буллз» объявил об увольнении Дель Негро. 6 июля 2010 года несколько источников объявили, что Винни стал новым главным тренером «Лос-Анджелес Клипперс». Первый сезон в «Клипперс» Дель Негро закончил с показателем 32–50. Несмотря на не попадание в плей-офф, существенным результатом для команды стало то, что игрок «Лос-Анджелеса» Блэйк Гриффин был назван Новичком года.

## Личная жизнь
Дель Негро имеет итальянские корни. Его отец, Винс играл в баскетбол за Университет Кентукки.

## Статистика

### Статистика в НБА
| Сезон                                                                                    | Команда      | Регулярный сезон | Регулярный сезон | Регулярный сезон | Регулярный сезон | Регулярный сезон | Регулярный сезон | Регулярный сезон | Регулярный сезон | Регулярный сезон | Регулярный сезон | Регулярный сезон | Серия плей-офф | Серия плей-офф | Серия плей-офф | Серия плей-офф | Серия плей-офф | Серия плей-офф | Серия плей-офф | Серия плей-офф | Серия плей-офф | Серия плей-офф | Серия плей-офф |
| Сезон                                                                                    | Команда      | GP               | GS               | MPG              | FG%              | 3P%              | FT%              | RPG              | APG              | SPG              | BPG              | PPG              | GP             | GS             | MPG            | FG%            | 3P%            | FT%            | RPG            | APG            | SPG            | BPG            | PPG            |
| ---------------------------------------------------------------------------------------- | ------------ | ---------------- | ---------------- | ---------------- | ---------------- | ---------------- | ---------------- | ---------------- | ---------------- | ---------------- | ---------------- | ---------------- | -------------- | -------------- | -------------- | -------------- | -------------- | -------------- | -------------- | -------------- | -------------- | -------------- | -------------- |
| 1988/89                                                                                  | Сакраменто   | 80               | 2                | 19,5             | 47,5             | 30,0             | 85,0             | 2,1              | 2,6              | 0,8              | 0,2              | 7,1              | Не участвовал  | Не участвовал  | Не участвовал  | Не участвовал  | Не участвовал  | Не участвовал  | Не участвовал  | Не участвовал  | Не участвовал  | Не участвовал  | Не участвовал  |
| 1989/90                                                                                  | Сакраменто   | 76               | 29               | 24,5             | 46,2             | 31,3             | 87,1             | 2,6              | 3,3              | 0,8              | 0,1              | 9,7              | Не участвовал  | Не участвовал  | Не участвовал  | Не участвовал  | Не участвовал  | Не участвовал  | Не участвовал  | Не участвовал  | Не участвовал  | Не участвовал  | Не участвовал  |
| 1992/93                                                                                  | Сан-Антонио  | 73               | 31               | 20,9             | 50,7             | 25,0             | 85,6             | 2,2              | 4,0              | 0,6              | 0,0              | 7,4              | 8              | 0              | 14,0           | 44,7           | 22,2           | 100,0          | 2,4            | 3,0            | 0,1            | 0,1            | 5,0            |
| 1993/94                                                                                  | Сан-Антонио  | 77               | 56               | 25,3             | 48,7             | 34,9             | 82,4             | 2,1              | 4,2              | 0,8              | 0,0              | 10,0             | 4              | 4              | 23,3           | 44,4           | 50,0           | 60,0           | 1,8            | 4,5            | 0,3            | 0,0            | 7,3            |
| 1994/95                                                                                  | Сан-Антонио  | 75               | 71               | 31,5             | 48,6             | 40,7             | 79,0             | 2,6              | 3,0              | 0,8              | 0,2              | 12,5             | 15             | 15             | 25,5           | 43,2           | 45,0           | 83,3           | 2,1            | 2,5            | 0,5            | 0,1            | 8,7            |
| 1995/96                                                                                  | Сан-Антонио  | 82               | 82               | 33,7             | 49,7             | 38,0             | 83,2             | 3,3              | 3,8              | 1,0              | 0,1              | 14,5             | 10             | 10             | 37,9           | 46,0           | 59,3           | 68,4           | 2,6            | 2,9            | 1,3            | 0,3            | 14,3           |
| 1996/97                                                                                  | Сан-Антонио  | 72               | 53               | 31,2             | 46,7             | 31,4             | 86,8             | 2,9              | 3,2              | 0,8              | 0,1              | 12,3             | Не участвовал  | Не участвовал  | Не участвовал  | Не участвовал  | Не участвовал  | Не участвовал  | Не участвовал  | Не участвовал  | Не участвовал  | Не участвовал  | Не участвовал  |
| 1997/98                                                                                  | Сан-Антонио  | 54               | 38               | 31,9             | 44,1             | 43,6             | 79,6             | 2,8              | 3,4              | 0,7              | 0,1              | 9,5              | 9              | 3              | 31,4           | 48,1           | 20,0           | 94,1           | 2,7            | 3,2            | 0,9            | 0,0            | 10,7           |
| 1998/99                                                                                  | Милуоки      | 48               | 7                | 22,8             | 42,2             | 43,3             | 80,0             | 2,1              | 3,6              | 0,7              | 0,1              | 5,9              | Не участвовал  | Не участвовал  | Не участвовал  | Не участвовал  | Не участвовал  | Не участвовал  | Не участвовал  | Не участвовал  | Не участвовал  | Не участвовал  | Не участвовал  |
| 1999/00                                                                                  | Милуоки      | 67               | 0                | 18,1             | 47,1             | 33,3             | 89,7             | 1,6              | 2,4              | 0,5              | 0,0              | 5,2              | 5              | 0              | 18,6           | 43,3           | 0,0            | -              | 1,6            | 1,8            | 0,6            | 0,0            | 5,2            |
| 2000/01                                                                                  | Голден Стэйт | 29               | 1                | 13,7             | 33,3             | 11,1             | 100,0            | 1,1              | 2,1              | 0,2              | 0,0              | 2,7              | Не участвовал  | Не участвовал  | Не участвовал  | Не участвовал  | Не участвовал  | Не участвовал  | Не участвовал  | Не участвовал  | Не участвовал  | Не участвовал  | Не участвовал  |
| 2000/01                                                                                  | Финикс       | 36               | 0                | 14,6             | 52,8             | 0,0              | 89,3             | 1,4              | 1,8              | 0,6              | 0,1              | 4,9              | 3              | 0              | 8,7            | 57,1           | -              | -              | 0,7            | 1,7            | 0,0            | 0,0            | 2,7            |
| 2001/02                                                                                  | Финикс       | 2                | 0                | 3,0              | 25,0             | -                | -                | 0,0              | 1,0              | 0,0              | 0,0              | 1,0              | Не участвовал  | Не участвовал  | Не участвовал  | Не участвовал  | Не участвовал  | Не участвовал  | Не участвовал  | Не участвовал  | Не участвовал  | Не участвовал  | Не участвовал  |
|                                                                                          | Всего        | 771              | 370              | 24,9             | 47,5             | 35,9             | 83,9             | 2,3              | 3,2              | 0,7              | 0,1              | 9,1              | 54             | 32             | 25,3           | 45,4           | 43,1           | 81,2           | 2,2            | 2,8            | 0,6            | 0,1            | 8,8            |
| Наведите курсор мыши на аббревиатуры в заголовке таблицы, чтобы прочесть их расшифровку. |              |                  |                  |                  |                  |                  |                  |                  |                  |                  |                  |                  |                |                |                |                |                |                |                |                |                |                |                |